# سیارک ۶۸۲۹
سیارک ۶۸۲۹ (به انگلیسی: 6829 Charmawidor، نامگذاری:1991BM1) شش هزار و هشتصد و بیست و نهمین سیارک کشف شده‌است که در ۱۸ ژانویه ۱۹۹۱ کشف شد.
قدر مطلق سیارک برابر ۱۳٫۲۰ است.